# Далбошец (Караш-Северин)
Далбошец (рум. Dalboșeț) насеље је у Румунији у округу Караш-Северин у општини Далбошец. Oпштина се налази на надморској висини од 249 m.

## Прошлост
По "Румунској енциклопедији" место се први пут помиње у документима 1607. године. Оравославну цркву су мештани подигли 1828. године.
Аустријски царски ревизор Ерлер је 1774. године констатовао да место припада Алмажком округу, Оршавског дистрикта. Село има милитарски статус а становништво је било претежно влашко.

## Становништво
Према подацима из 2011. године у насељу је живело 1107 становника.